# Neostenetroides schotteae
Neostenetroides schotteae är en kräftdjursart som beskrevs av Ortiz, Lalana och Perez 1997. Neostenetroides schotteae ingår i släktet Neostenetroides och familjen Gnathostenetroidae. Inga underarter finns listade i Catalogue of Life.